# Jillian Fletcher
Jillian Faye Hall (ur. 6 września 1980 w Ashland, Kentucky jako Jillian Faye Fletcher) – amerykańska wrestlerka, menedżerka wrestlingowa oraz wokalistka. Jednokrotna zdobywczyni tytułu WWE Divas Championship (2009), a przy tym rekordzistka pod względem najkrótszego czasu utrzymywania tego mistrzostwa – tytuł ten posiadała przez 4 minuty i 13 sekund. 

## Kariera

### Początki w wrestlingu – scena niezależna (1998 – 2003)
Karierę wrestlerki zaczynała w 1998 początkowo trenując wrestling w Cincinnati, a jednym z jej trenerów był Dave Finlay. W 1998 zadebiutowała pod pseudonimem Macaela Mercedes występując przez szereg lat na scenie niezależnej w federacjach takich jak G.L.O.R.Y., Professional Girl Wrestling Association (PGWA), Women's Wrestling Alliance (WWA), Hoosier Pro Wrestling (HPW), Canadian International Wrestling (CIW), Mid–States Championship Wrestling (MCW) oraz Superstar Wrestling Federation (SWF).

### World Wrestling Entertainment/WWE (2003 – 2010)
W połowie 2003 roku nawiązała współpracę z federacją podległą World Wrestling Entertainment (WWE) – Ohio Valley Wrestling (OVW), a w 2004 podpisała kontrakt rozwojowy z WWE. W OVW występowała pod pseudonimami Chronically Cute (pl. Chronicznie Urocza) i The Bombshell (pl. Seksbomba). W 2005 przeszła heel turn a w jej nowy wizerunek podkreślał implanty piersi oraz długie wyprostowane włosy w kolorze blond - nakreślono też angle, zgodnie z którym „implanty piersi przeniknęły jej do mózgu” tworząc z niej zawodniczkę o gimmicku wzorowanym o zaburzenia psychiczne. W OVW jej enforcerką była Melissa Coates.
W dniu 28 lipca 2005 Hall zadebiutowała w głównym rosterze WWE podczas jednego z odcinków SmackDown! w roli „naprawiaczki wizerunku” (ang. fixer), która dołączyła do stajni MNM (Joey Mercury, Johnny Nitro i Melina Perez) jako menedżerka tej drużyny, której głównym osiągnięciem było wprowadzenie MNM na okładkę wrześniowego wydania czasopisma „SmackDown!” oraz interweniowanie w walkach Meliny na jej korzyść. 
W 2006 została menedżerką Johna "Bradshawa" Layfielda (JBL) występując jako jego osobista „konsultantka ds. wizerunku”, a także pomogła mu w zdobyciu mistrzostwa krajowego WWE United States Championship w walce przeciwko Chrisowi Benoit podczas gali WrestleMania 22. W połowie 2006 założyła tag team z Ashley Massaro oraz występowała głównie w konkursach tanecznych oraz konkursach pokazów bielizny podczas kolejnych odcinków SmackDown!. Od stycznia 2007 rozpoczęła rywalizację z Ashley Massaro, zgodnie z którą była zazdrosna o jej sesję zdjęciową dla magazynu Playboy.
W dniu 13 czerwca 2007 została draftowana na Raw gdzie w kolejnych odcinkach występowała w tag teamie z Meliną Perez oraz prowadziła rywalizację z Lilian Garcią - występowała również w segmentach w ringu jak i na zapleczu kolejnych odcinków Raw. Od 2008 nadal występowała jako sojuszniczka Meliny oraz w kolejnych feudach przeciwko Mickie James i Kelly Kelly. Od stycznia 2009 pojawiała się jako sojuszniczka Beth Phoenix występując u jej boku w walkach tag teamowych. 
W dniu 12 października 2009 podczas jednego z odcinków Raw, Hall pokonała Mickie James o tytuł WWE Divas Championship, jednakże utraciła go po nieco 4 minutach utrzymywania pasa mistrzowskiego na rzecz Meliny Perez (stając się tym samym rekordzistką pod względem najkrótszego posiadania tytułu WWE Divas Championship) oraz prowadziła z nią w kolejnych tygodniach rywalizację o odzyskanie tytułu jednak bez sukcesu. W 2010 występowała sporadycznie głównie w programie WWE Superstars w walkach tag teamowych jako antagonistka - w gimmicku „fałszującej śpiew wokalistki”. W październiku 2010 została wycofana z telewizji na rzecz przeniesienia jej na stanowisko trenerki w federacji rozwojowej WWE - Florida Championship Wrestling (FCW). W dniu 19 listopada 2010 WWE ogłosiła zwolnienie Jillian Hall ze struktur kadrowych swojej organizacji.

### Powrót na scenę niezależną oraz okresowe powroty do WWE (2010 – obecnie)
Po odejściu z WWE Hall ponownie związała się ze sceną niezależną wrestlingu występując w takich promocjach jak: Xtreme Pro Wrestling, World Wrestling Fan Xperience i Crossfire Wrestling. W latach 2011–2012 występowała w Women Superstars Uncensored, Pro Wrestling Xtreme (PWX) oraz Family Wrestling Entertainment (FWE). Również w 2012, a także w 2013 wystąpiła w federacji Total Nonstop Action Wrestling (TNA).
W dniu 22 lipca 2019 Hall pojawiła się cameo w specjalnym odcinku Raw o nazwie Raw Reunion. W 2021 po 10 latach nieobecności w biznesie wrestlingu powróciła do walk w ringu występując podczas gali Royal Rumble (2021), a w kwietniu 2021 platforma medialna WWE Network określiła Jillian Hall jako jedną z wrestlerek, która odcisnęła piętno w WWE poza wrestlingowym ringiem. 

#### Tytuły i osiągnięcia
- Blue Water Championship Wrestling
  - BWCW Women's Championship (1 raz)
- Canadian International Wrestling
  - CIW Indy Women's Championship (1 raz)
- GLORY Wrestling
  - GLORY Championship (1 raz)
- Hoosier Pro Wrestling

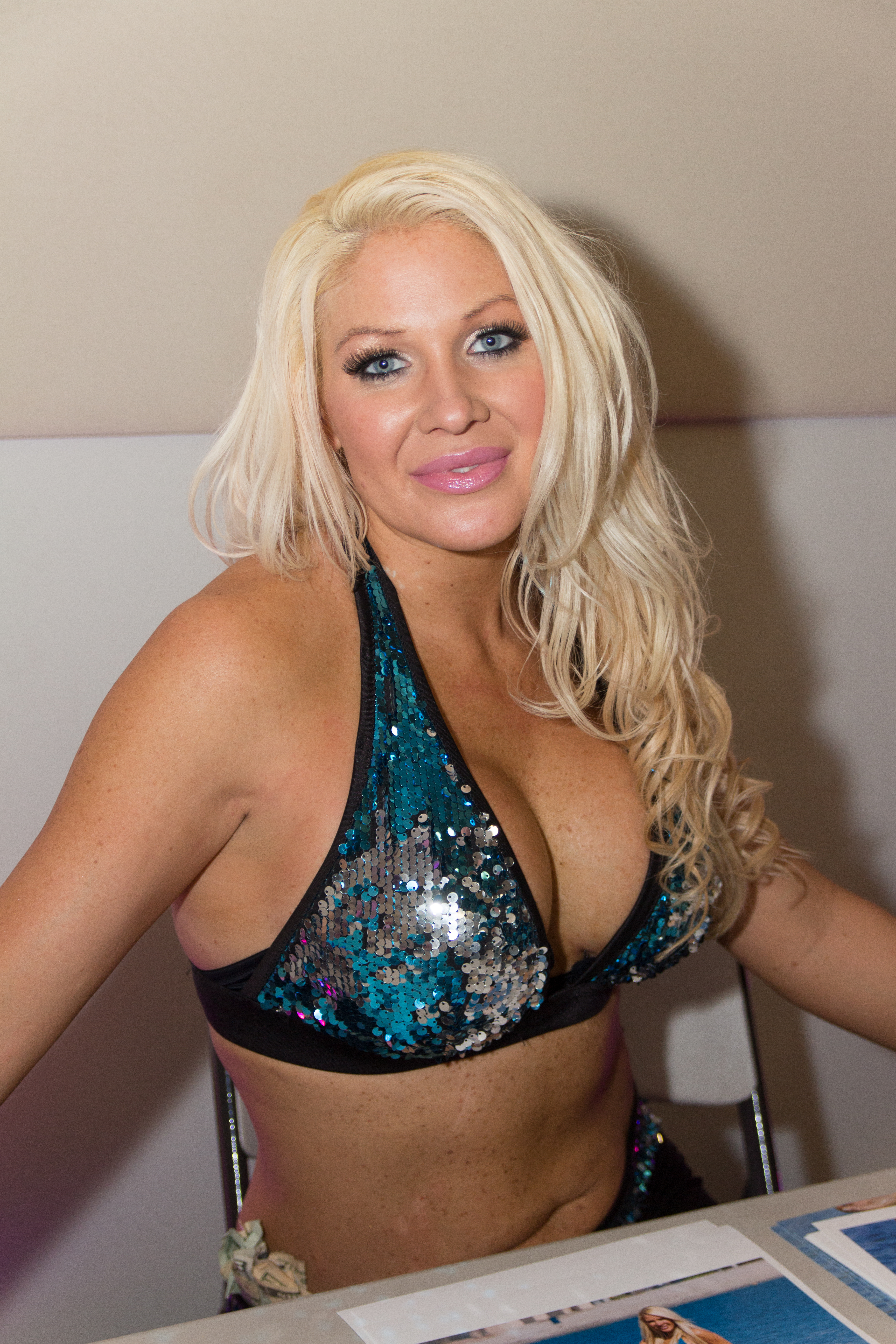
Jillian Hall w 2013.

  - HPW Cruiserweight Championship (1 raz)
  - HPW Ladies' Championship (1 raz)
- Mid-States Championship Wrestling
  - MCW Mid-American Championship (1 raz)
- Professional Girl Wrestling Association
  - PGWA Championship (1 raz)
- Pro Wrestling Illustrated
  - Sklasyfikowana na 24. miejscu wśród 50 najlepszych wrestlerek w zestawieniu PWI Female 50 w 2010 roku.
- Pro Wrestling Xtreme
  - PWX Women's Championship (1 raz)
- Southern States Wrestling
  - SSW Women's Championship (1 raz)
- Superstar Wrestling Federation
  - SWF Tag Team Championship (2 razy) – z Randym „The Kingiem” Allenem (1 raz) i Pyro (1 raz)
  - SWF Women's Championship (1 raz)
- Women's Wrestling Alliance
  - WWA Women's Championship (1 raz)
- World Wrestling Entertainment
  - WWE Divas Championship (1 raz)
- Wrestling Observer Newsletter
  - Najgorszy gimmick (2005)

### Inne media oraz kariera wokalistki
W grudniu 2007 wydała swój pierwszy album muzyczny pt. A Jingle with Jillian. Wydawnictwo pojawiło się w serwisie iTunes. Na album złożyło się pięć tradycyjnych piosenek bożonarodzeniowych coverowanych przez Hall. Składanka notowana była na 20. miejscu w zestawieniu UK Holidays Top 100.
Jej postać wrestlerki pojawiła się również w grach komputerowych będących symulatorami wrestlingu - SmackDown vs. Raw 2007 i SmackDown vs. Raw 2009.

## Życie osobiste
Jako nastolatka trenowała cheerleading oraz gimnastykę. Po ukończeniu szkoły średniej przystąpiła do nauki w college’u, jednak porzuciła edukację na rzecz treningów zawodowych zapasów. Za swojego idola uznała Ricka Martela. 
W wieku 19 lat poślubiła Tima Halla (jednego z wrestlerów sceny niezależnej), z którym ma jedno dziecko - małżeństwo to zakończyło się rozwodem. We wrześniu 2010 ponownie wyszła za mąż, a jej drugim mężem został Mike Farole - ślub miał miejsce w Las Vegas. W 2011 Hall i Farole ogłosili, że spodziewają się dziecka, jednak ciąża Hall zakończyła się poronieniem w 14. tygodniu.
Wraz z końcem kwietnia 2012 została aresztowana w hrabstwie Orange na Florydzie w związku z oskarżeniem jej o pobicie. Po jej aresztowaniu media zajmujące wrestlingiem doniosły, że Hall rozstała się z Mikiem Farole. 
W 2020 urodziła swoje drugie dziecko (córkę), a w grudniu 2021 wyszła za mąż po raz trzeci - jej mężem został Zachary Farrow. Od 2024 para pozostaje w separacji.